# مجسمه یوری دولگوروکی، مسکو
مجسمه یوری دولگوروکی یک مجسمه سوار بر اسب است که یادبود تأسیس مسکو در سال ۱۱۴۷ توسط یوری دولگوروکی (–) است. دولگوروکی شاهزاده بزرگ (ولیکی کنیاز) روس کی‌یف (کیف) و عضوی از سلسله روریک بود. در ۶ ژوئن ۱۹۵۴، این مجسمه در میدان شوروی (که اکنون نصب شد)، واقع در مقابل ساختمان موسوویت (که اکنون ساختمان شهردار مسکو است). مجسمه‌سازان سرگئی میخائیلوویچ اورلوف، ای.پی. آنتروپوف و نیکولای لووویچ اشتام بودند. طراحی معماری توسط ویکتور سمنوویچ آندریف انجام شد. . این مجسمه جایگزین بنای یادبود قانون اساسی شوروی شد، که در سال ۱۹۴۱ تخریب شده بود.

## مجسمه اسکوبلف

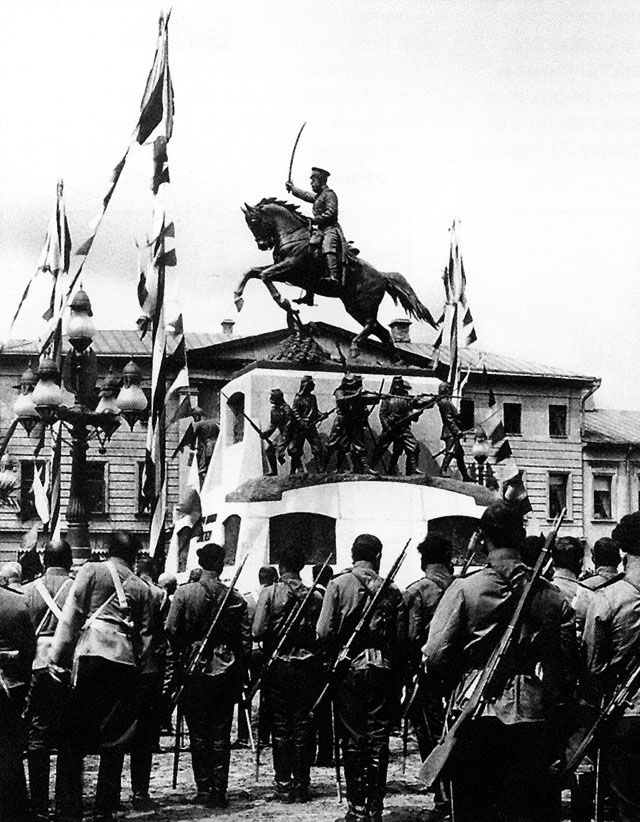
افتتاح بنای

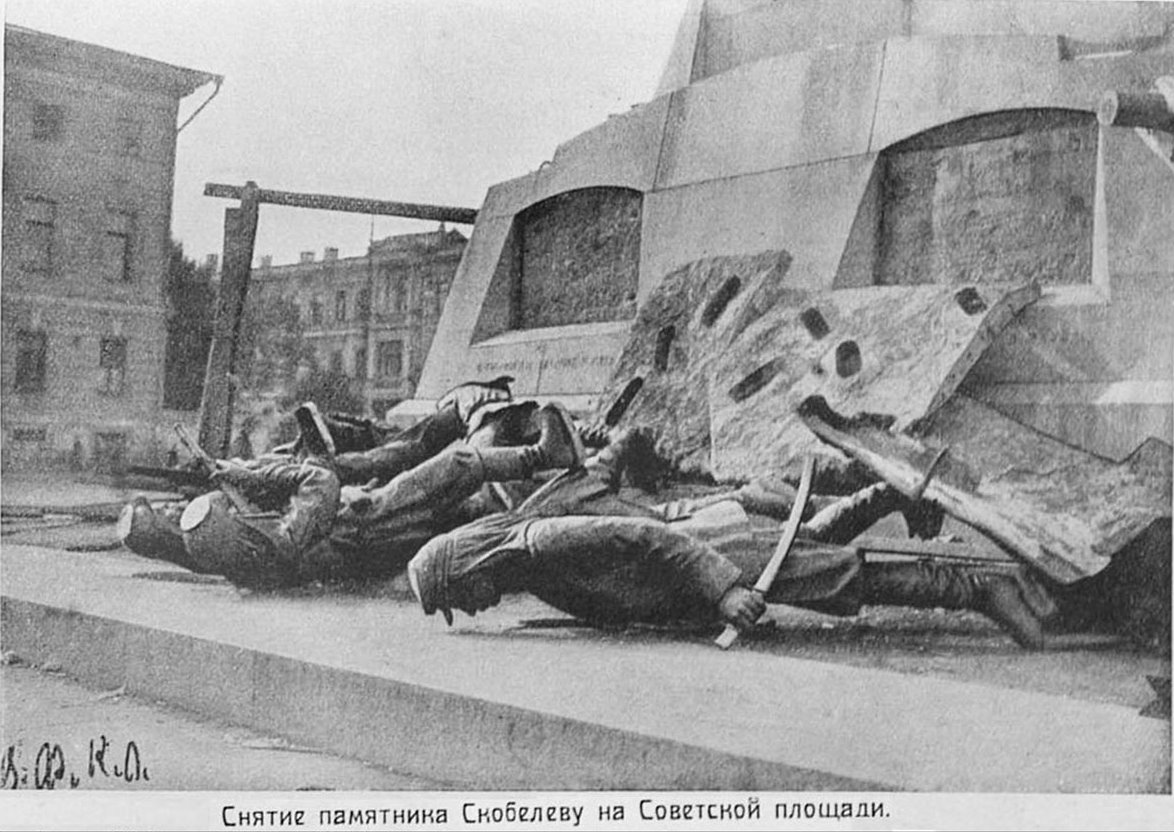
مجسمه اسکوبلف در حال برچیدن است

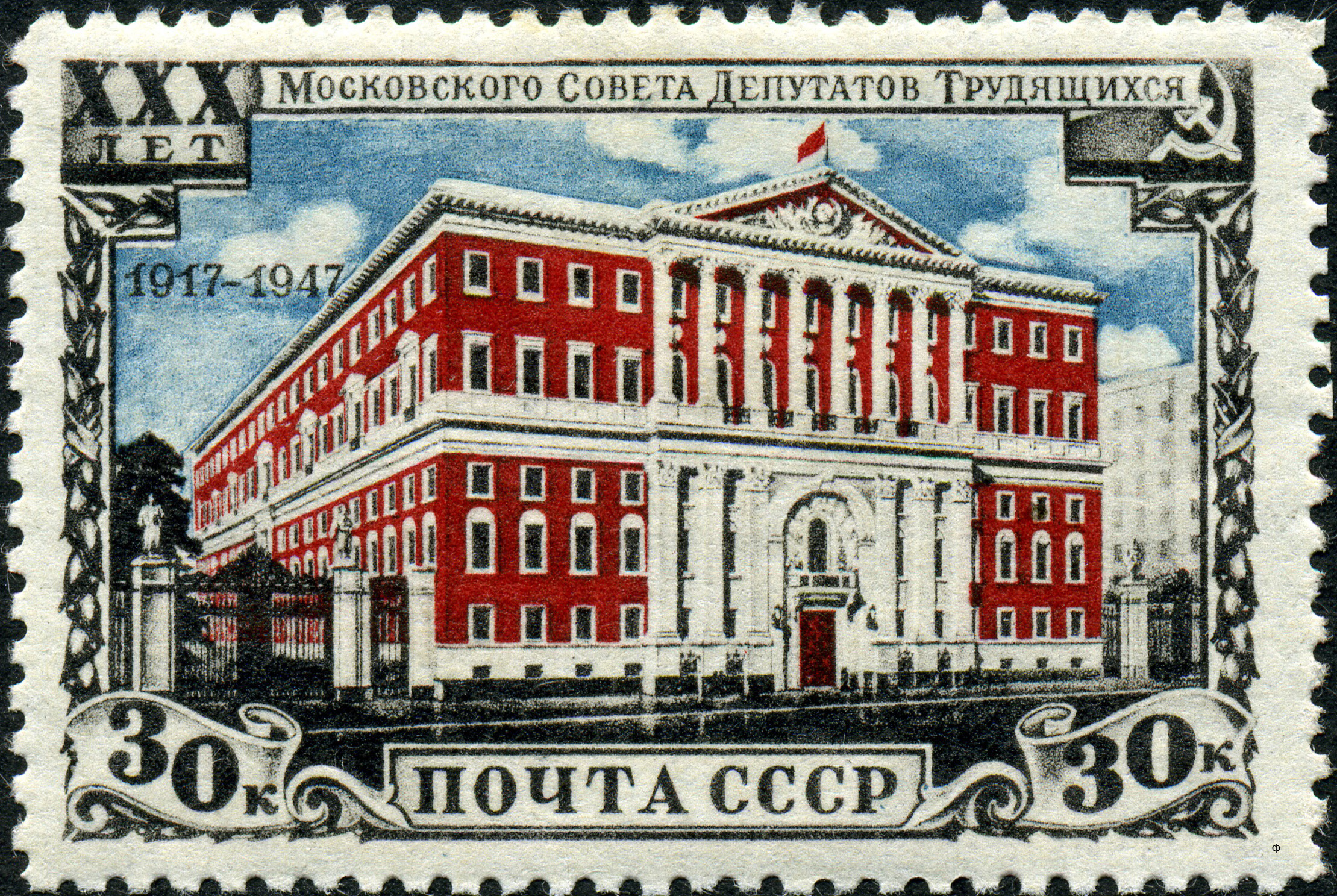
تالار شهر مسکو، پشت مجسمه آزادی

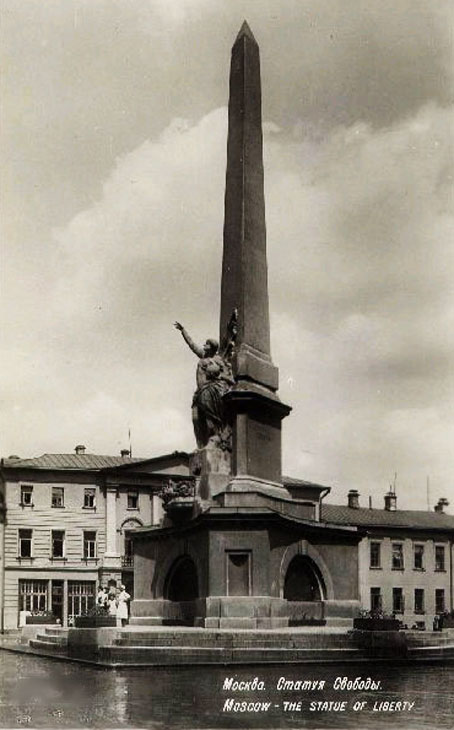

مجسمه اصلی که در سال ۱۹۱۲ در میدان تورسکایا نصب شد، مجسمه ژنرال میخائیل اسکوبلف، قهرمان جنگ روسیه و ترکیه در سال ۱۸۷۷ بود. بنای یادبود ژنرال اسکوبلف او را سوار بر اسبش به تصویر می‌کشید. این بنای یادبود به عنوان "ژنرال سفید" شناخته می‌شد. اسکوبلف لباس رژه سفید پوشیده بود و سوار بر اسب سفید به نبرد می‌رفت. او همچنین عضو نیروی نظامی تزار و بنابراین " سفید " بود.
پس از انقلاب اکتبر ۱۹۱۷، فرمانی در مورد بناهای یادبود «که به افتخار تزارها و خدمتگزارانشان ساخته می‌شوند» صادر شد. این بخشی از کمپین تبلیغاتی لنین از طریق بناهای یادبود بود. به دلیل این فرمان، بنای یادبود اسکوبلف برداشته شد.

## اوبلیسک قانون اساسی
در سال ۱۹۱۸، بنای یادبود اسکوبلف با بنای یادبود قانون اساسی شوروی جایگزین شد. .
در ژوئن ۱۹۱۹، به این ابلیسک، مجسمه آزادی متصل شد. این مجسمه توسط مجسمه‌ساز، نیکولای آندریویچ آندریف، ساخته شده بود. ورا الکسیوا، خواهرزاده کنستانتین استانیسلاوسکی، ممکن است برای این مجسمه ژست گرفته باشد. یکی دیگر از مدل‌های احتمالی، بازیگر زن تئاتر مسکو، اوژنی خوانسکایا، بود که به خاطر زیبایی‌اش مشهور بود.
این بنای یادبود مدت زیادی دوام نیاورد. در پایان دهه ۱۹۳۰، نیاز به مرمت کامل داشت. این بنا با عجله و ارزان از مواد بی‌کیفیت ساخته شده بود؛ هرم هرمی از آجر ساخته شده و «مانند گرانیت» گچ‌کاری شده بود. مجسمه با بتن ریخته شد. در ۲۲ آوریل ۱۹۴۱، قبل از اینکه بتوان آن را مرمت کرد، بنای یادبود منفجر و برداشته شد. سر مجسمه آزادی سالم ماند و در گالری ترتیاکوف قرار گرفت

## ساخت مجسمه
حداقل ۲۰۰ سال قبل از تأسیس رسمی مسکو در سال ۱۱۴۷ توسط یوری دولگوروکی، در محل آن سکونتگاهی وجود داشته است. با این حال، هشتصدمین سالگرد جشن‌های مسکو در سپتامبر ۱۹۴۷، تاریخ سنتی را پذیرفت.
در سال ۱۹۴۶، جوزف ویساریونوویچ استالین، باستان‌شناس و انسان‌شناس میخائیل میخائیلوویچ گراسیموف (–) را از کیف برای یافتن بقایای یوری دولگوروکی فرستاد. این کار به این منظور انجام شد که مراسم تدفین مجدد دولگوروکی در طول جشن‌ها برگزار شود. هیچ بقایایی در قبر دولگوروکی پیدا نشد.
در سپتامبر ۱۹۴۶، مسابقه‌ای برای طراحی بنای یادبود دولگوروکی برگزار شد. مجسمه‌ساز اس.ام. اورلوف برنده مسابقه شد و به خاطر کارش جایزه استالین را دریافت کرد. نویسنده، روزنامه‌نگار و مورخ روسی الکساندر آناتولیویچ واسکین گفت که استالین اثر اورلوف را از میان سایر آثار انتخاب کرد زیرا توسط سفیر ایالات متحده، دبلیو. آورل هریمن (–)، در جریان یک مراسم پذیرایی در کرملین مسکو، مورد تحسین قرار گرفته بود.
در ۶ سپتامبر ۱۹۴۷، مراسم کلنگ‌زنی این بنای یادبود در طول جشن‌ها برگزار شد. با این حال، ساخت این بنای یادبود مدتی طول کشید. اختلاف نظرهایی بین این سه هنرمند رخ داد. مقیاس طراحی و تکنیک اورلوف مورد سؤال قرار گرفت. تکنیک‌های معمول مجسمه‌سازی کوچک او ممکن است برای یک اثر یادبود جواب ندهد.
اورلوف همچنین با مقامات درگیر شد. او با متن تقدیم بنای یادبود که نوشته شده بود «به بنیانگذار مسکو از طرف دولت شوروی» مخالف بود. (نام دولت شوروی روی بنای یادبود ذکر نشده است) بودجه ناکافی نیز بر سرعت کار تأثیر گذاشت. سالگرد مسکو همزمان با راه‌اندازی چندین پروژه بزرگ بود که همه آنها نیاز به بودجه ویژه داشتند. این پروژه‌ها شامل ساخت «آسمان‌خراش‌های استالین» نیز می‌شد.
داستانی احتمالاً جعلی از تأیید نسخه نهایی بنای یادبود توسط استالین حکایت دارد. او با دقت مدل را بررسی کرد و گفت: «چرا رفیق اورلوف، دولگوروکی را روی مادیان نشاندی؟ یک اسب نر می‌تواند مردانگی بنیانگذار مسکو را برجسته کند.» بلافاصله تغییراتی در پروژه اعمال شد.
این مجسمه توسط «کارخانه میتیشچی» به افتخار هنرمند ملی، ای.اف. بلاشووا، ساخته شد. این تولید تحت نظارت مجسمه‌ساز و ریخته‌گر برنز، گابریل ایوانوویچ ساوینسکی، انجام شد. هزینه ساخت آن ۵٫۵ میلیون روبل بود که توسط شهر مسکو پرداخت شد. افتتاحیه باشکوه این بنای یادبود در ۶ ژوئن ۱۹۵۴ برگزار شد.

## ویژگی‌های هنری
تصاویر شاهزاده باقی نمانده است، بنابراین نویسندگان مجسمه، تصویری جمعی از یک قهرمان روسی سوار بر اسب جنگی، ملبس به زره رزمی، خلق کرده‌اند. سوارکار، اسب را متوقف کرده و در رکاب‌ها بالا برده است، با حرکتی آمرانه، گویی محل ساخت یک قلعه جدید را نشان می‌دهد.
پایه این بنای یادبود با حکاکی‌های تزئینی بر روی نقوش برجسته بنای معماری باستانی روسیه - کلیسای جامع سنت جورج در یوریف پولسکی - تزئین شده است. این حکاکی‌ها یک سانتور، یک پرنده سیرین، یک باسیلیسک، پرنده ققنوس، گریفون‌ها و تصاویر تلطیف شده از یک شیر و یک گوزن را به تصویر می‌کشند. قابل توجه است که در کنار تصاویر فولکلور اساطیر اسلاوی، نقوش عتیقه که توسط استادان قدیمی روسیه از طریق هنر بیزانسی درک شده‌اند، به‌طور گسترده در این نقش برجسته استفاده می‌شوند.

## پذیرش
واکنش‌ها به ساخت بنای یادبود دولگوروکی متفاوت بود. این بنای یادبود منعکس کننده ایدئولوژی حزب کمونیست نبود. دولگوروکی پیش از این رسماً به عنوان «استثمارگر دهقانان و مأمور جمع‌آوری مالیات نظام فئودالی» در نظر گرفته می‌شد.
در مراسم رونمایی از مجسمه، نویسنده، زینووی سامویلوویچ پاپرنوف گفت: «این شباهت خوبی نیست». با این حال، آهنگساز، سیگیزموند آبراموویچ کاتس، مخالفت کرد و گفت: «این شباهت خوبی است».